# Atletica leggera ai Giochi olimpici intermedi - Pentathlon
Chiamato anche pentathlon ellenico, viene introdotto su sollecitazione degli svedesi, che lo praticano da tempo. Rappresenta il tentativo di riprodurre la gara che si disputava ad Olimpia.
La gara, che si disputa nell'arco di un'unica giornata, è composta dalle seguenti prove:
1. salto in lungo da fermo;
2. lancio del disco stile greco;
3. corsa dello stadio (192 m);
4. tiro del giavellotto;
5. lotta greco-romana.

| Pos     | Paese    | Atleta            | Età | Punti |
| ------- | -------- | ----------------- | --- | ----- |
| Oro     | Svezia   | Hjalmar Mellander | 26  | 24    |
| Argento | Ungheria | István Mudin      | 25  | 25,3  |
| Bronzo  | Svezia   | Eric Lemming      | 26  | 29    |